# San Pascual (Ávila)
San Pascual es un municipio y localidad española de la provincia de Ávila, en la comunidad autónoma de Castilla y León.

## Geografía
La localidad de San Pascual está situada a 34 km de la capital provincial  y a 123 km de Madrid. Se accede al municipio desde la carretera AV-804 que une Arévalo y Ávila, tomando posteriormente la carretera AV-P-120 hasta el kilómetro 3,3. Su término municipal tiene una extensión de 18,61 km², y se encuentra a una altitud de 881 m s. n. m. Emplazada en la comarca de La Moraña, su ubicación en una llanura arenosa, le permite combinar amplios campos cerealísticos y de legumbres con vastos pinares
San Pascual está localizado geográficamente en la Meseta Norte de la península ibérica. Se halla situada en una planicie a unos 7 kilómetros de la margen izquierda del río Adaja —afluente del Duero—. Al oeste del municipio discurre el río Arevalillo  marcando el límite con Cabizuela, mientras que a 300 metros al este de la localidad se sitúa el Río de las Berlanas. El término municipal de San Pascual tiene un perímetro ovalado su mayor parte, con la salvedad de un brazo de cerca de 7 kilómetros de largo que parte al noreste del casco urbano y termina en la ribera del Adaja, en la linde con Pajares de Adaja. Su territorio está representado en la hoja MTN50 (escala 1:50 000) 481 del Mapa Topográfico Nacional.
| Noroeste: Cabizuela       | Norte: El Bohodón | Noreste: Pajares de Adaja                   |
| Oeste: Cabizuela y El Oso |                   | Este: Villanueva de Gómez                   |
| Suroeste: El Oso          | Sur: Hernansancho | Sureste: Hernansancho y Villanueva de Gómez |

### Clima
San Pascual no cuenta con una estación termopluviométrica consultable. Si se toman como referencia los valores mensuales promedio de precipitación y los valores mensuales promedio de temperatura de Gotarrendura (localidad situada a 6 km de San Pascual y a una altitud ligeramente superior)   se puede caracterizar esta evolución anual de dichos parámetros según la clasificación climática de Köppen como la propia de un clima mediterráneo de tipo Csb (templado con verano templado y seco) cerca del límite de temperaturas medias veraniegas con un clima mediterráneo Csa templado con verano seco y caluroso:
| Parámetros climáticos promedio de Gotarrendura (2004-2020)                                                                                             | Parámetros climáticos promedio de Gotarrendura (2004-2020) | Parámetros climáticos promedio de Gotarrendura (2004-2020) | Parámetros climáticos promedio de Gotarrendura (2004-2020) | Parámetros climáticos promedio de Gotarrendura (2004-2020) | Parámetros climáticos promedio de Gotarrendura (2004-2020) | Parámetros climáticos promedio de Gotarrendura (2004-2020) | Parámetros climáticos promedio de Gotarrendura (2004-2020) | Parámetros climáticos promedio de Gotarrendura (2004-2020) | Parámetros climáticos promedio de Gotarrendura (2004-2020) | Parámetros climáticos promedio de Gotarrendura (2004-2020) | Parámetros climáticos promedio de Gotarrendura (2004-2020) | Parámetros climáticos promedio de Gotarrendura (2004-2020) | Parámetros climáticos promedio de Gotarrendura (2004-2020) |
| Mes | Ene.                                                       | Feb.                                                       | Mar.                                                       | Abr.                                                       | May.                                                       | Jun.                                                       | Jul.                                                       | Ago.                                                       | Sep.                                                       | Oct.                                                       | Nov.                                                       | Dic.                                                       | Anual                                                      |
| --- | ---------------------------------------------------------- | ---------------------------------------------------------- | ---------------------------------------------------------- | ---------------------------------------------------------- | ---------------------------------------------------------- | ---------------------------------------------------------- | ---------------------------------------------------------- | ---------------------------------------------------------- | ---------------------------------------------------------- | ---------------------------------------------------------- | ---------------------------------------------------------- | ---------------------------------------------------------- | ---------------------------------------------------------- |
| Temp. media (°C) | 3.1                                                        | 4.5                                                        | 6.4                                                        | 9.3                                                        | 13.2                                                       | 18.1                                                       | 21.3                                                       | 21.0                                                       | 17.4                                                       | 12.0                                                       | 6.7                                                        | 4.1                                                        | 11.4                                                       |
| Precipitación total (mm) | 33.2                                                       | 29.8                                                       | 23.5                                                       | 38.7                                                       | 47.2                                                       | 33.1                                                       | 20.0                                                       | 15.9                                                       | 26.4                                                       | 45.9                                                       | 43.2                                                       | 35.7                                                       | 392.6                                                      |
| Fuente: Ministerio de Agricultura, Alimentación y Medio Ambiente. Datos de precipitación y de temperatura para el periodo (2004-2020) en Gotarrendura. |                                                            |                                                            |                                                            |                                                            |                                                            |                                                            |                                                            |                                                            |                                                            |                                                            |                                                            |                                                            |                                                            |

### Aguas subterráneas

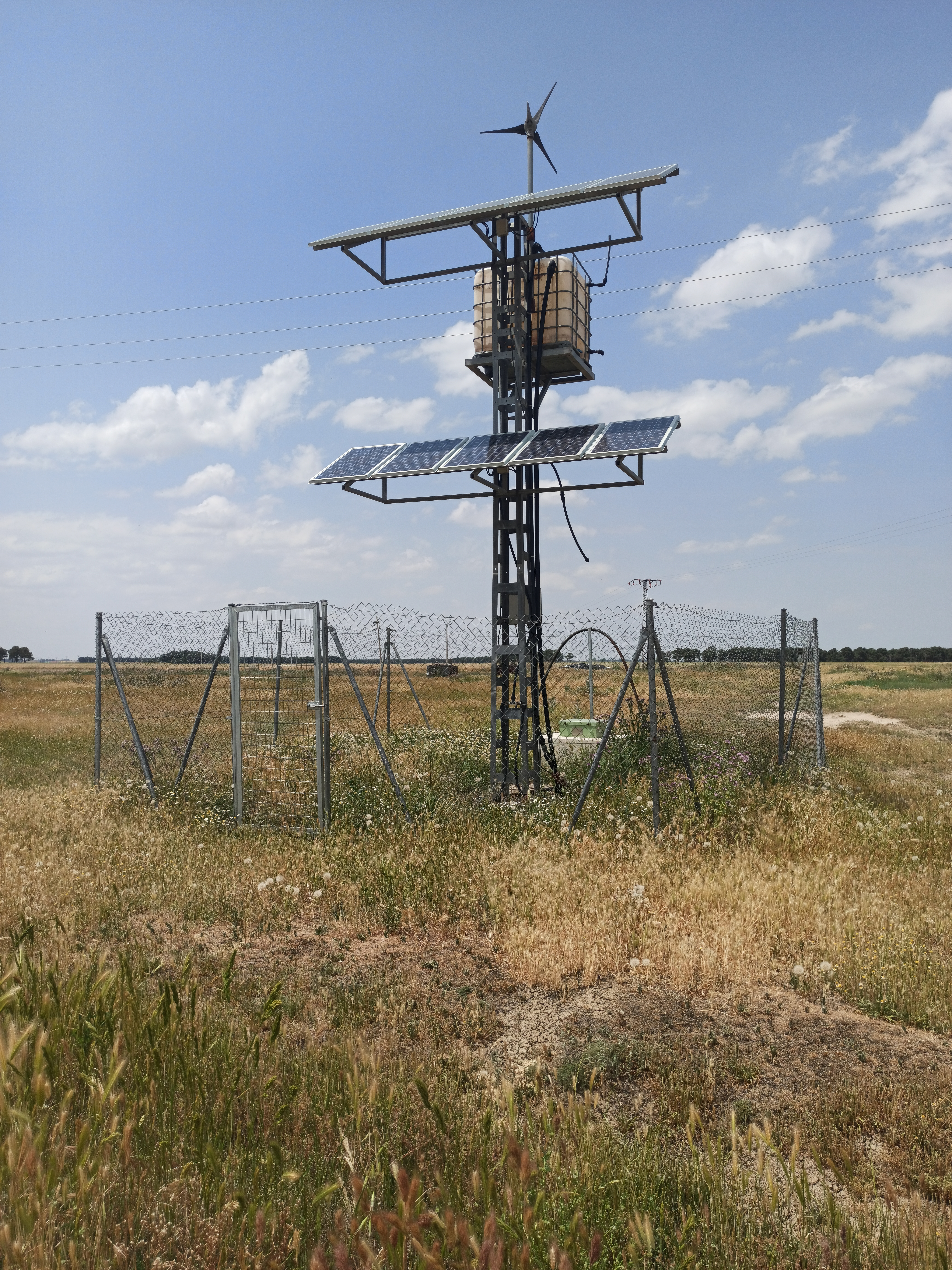
Estación de control de la CHD

El municipio forma parte de la red de nitratos. Por este motivo, la Confederación Hidrográfica del Duero ha instalado a las afueras del pueblo sendas estaciones del control, una de las masas de agua subterránea que forma parte de la red oficial de control del nivel de las aguas subterráneas de la cuenca del Duero y otra de seguimiento del estado químico de la red operativa que vigilan el Acuífero de Los Arenales a una profundiad de 40 metros.

## Naturaleza

### Flora

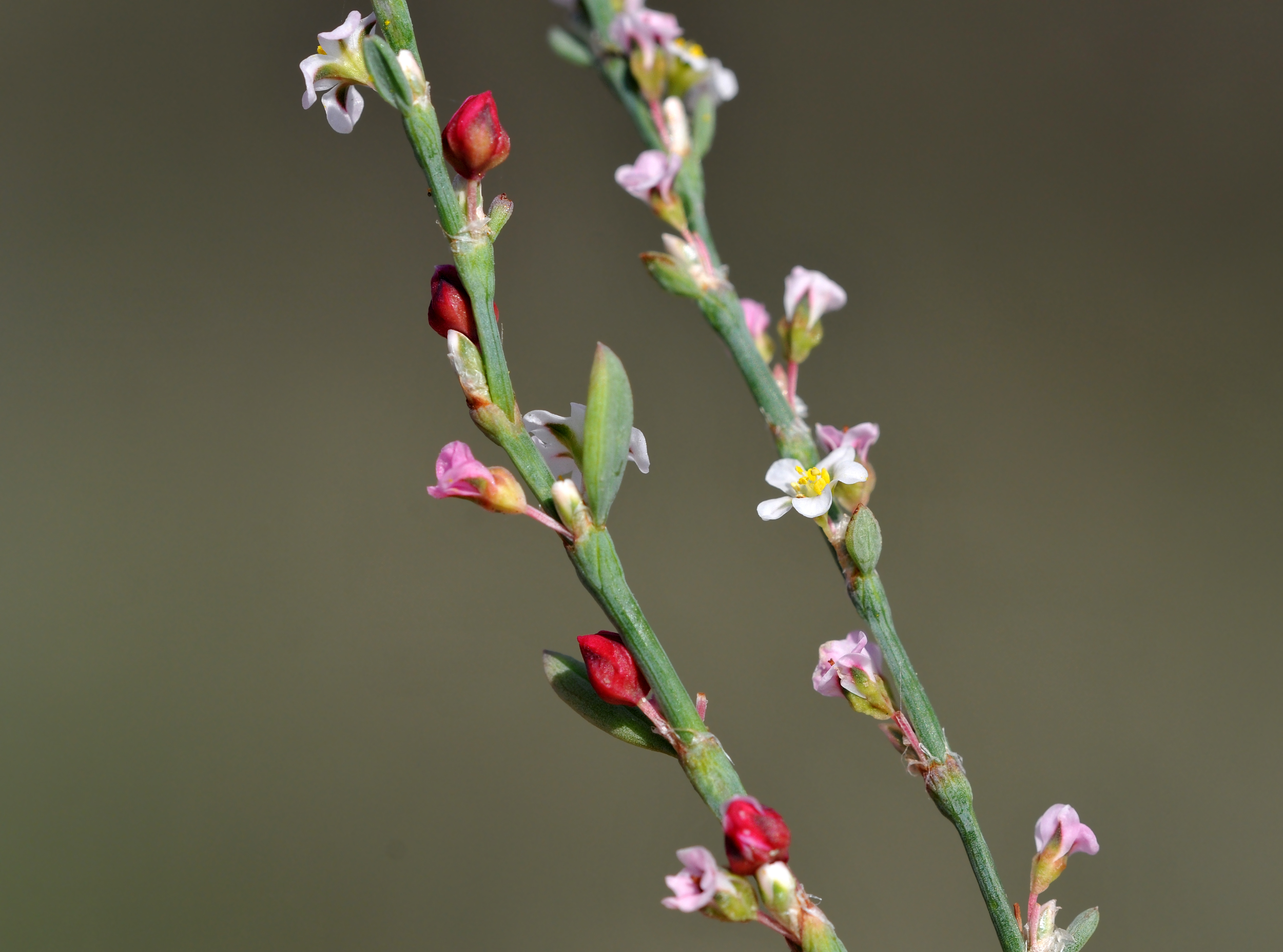
Polygonum equisetiforme

El término municipal de San Pascual está dentro del área de distribución del piso bioclimático supramediterráneo, por lo que su vegetación clímax son las especies marcescentes y las coníferas. Es necesario destacar la presencia de algunas especies que han sido observadas en San Pascual por primera vez en la provincia de Ávila como Aeluropus littoralis, Lythrum tribracteatum y Spergularia heldreichii , así como Polygonum equisetiforme y Trifolium vesiculosum que se observó en este término municipal por primera vez en toda Castilla y León.

### Fauna

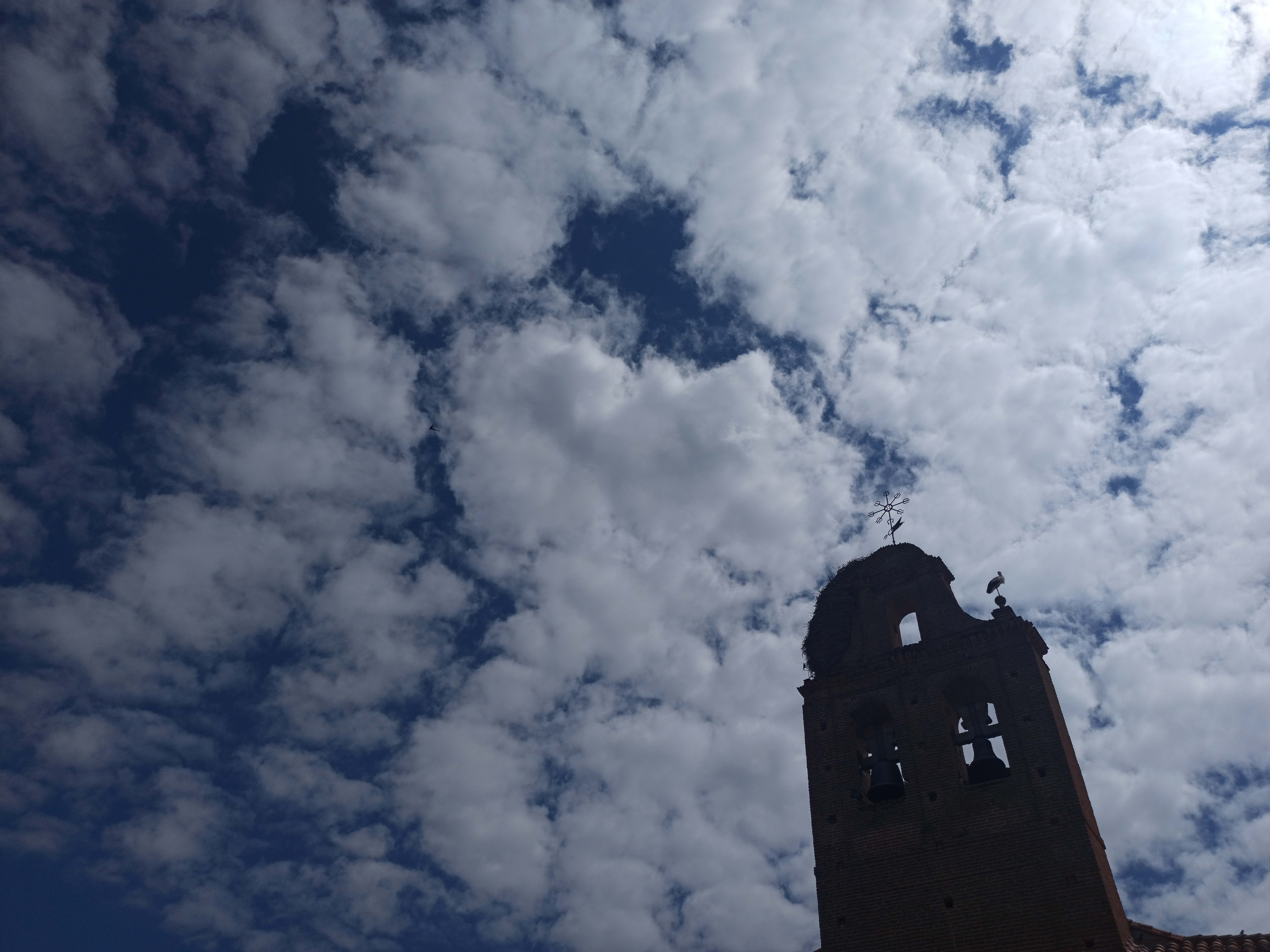
Cigüeña en la espadaña de la iglesia

Entre las especies que habitan, en mayor o menor medida, el término municipal hay mamíferos como el conejo, la liebre o el zorro, pero sobre todo aves; en la iglesia parroquial están presentes las cigüeñas y el cernícalo primilla, cuya iglesia concentra la mayor colonia de estos ejemplares de toda la comarca de La Moraña. La proximidad de las lagunas de El Oso ubicadas a apenas 2 kilómetros del municipio atraen a numerosas especies de aves como Cyanopica cooki, Asio otus, Coracias garrulus, Otis tarda, Melanocorypha calandra y Alauda arvensis entre otras muchas.

## Historia

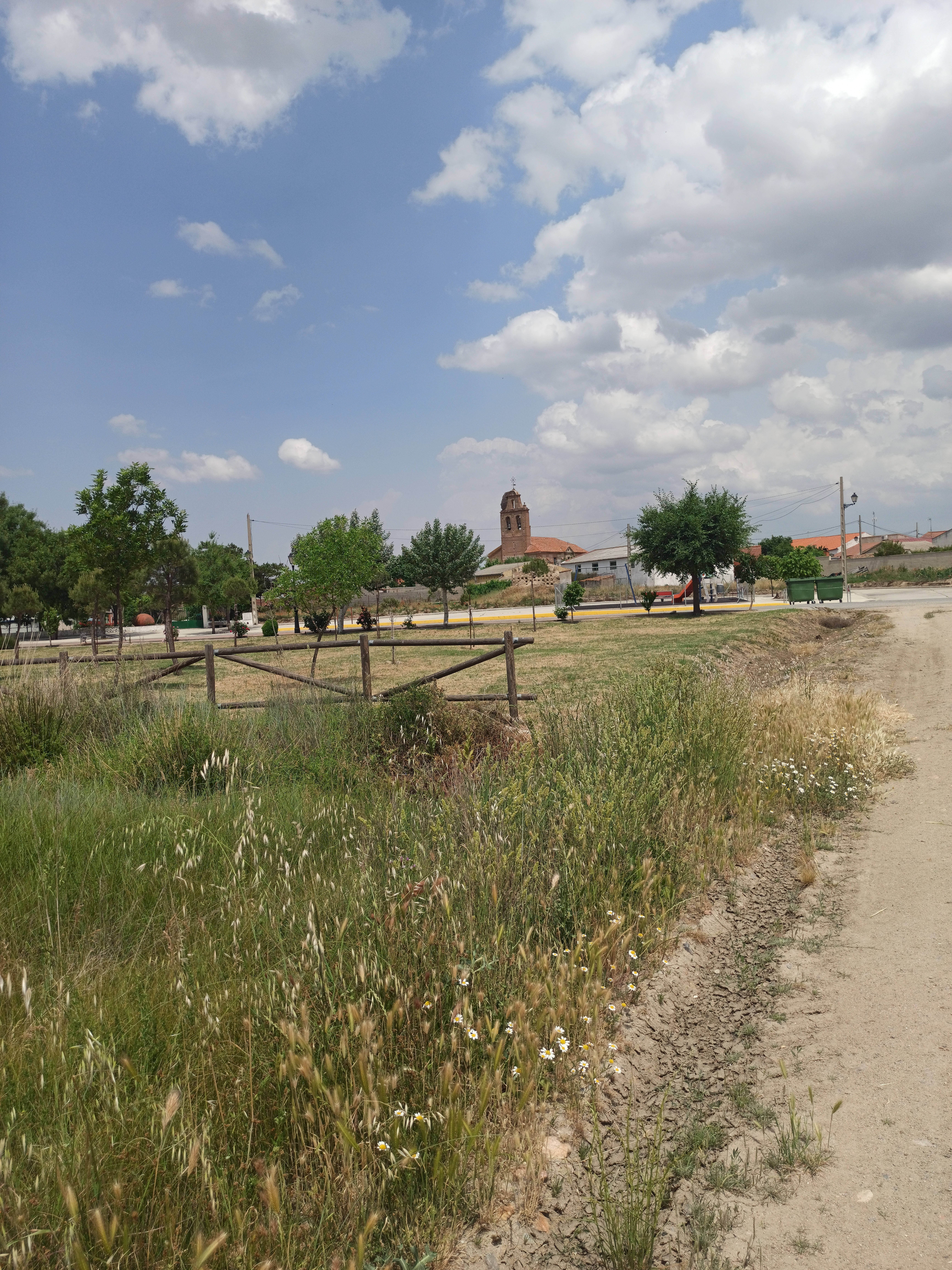
Vista de San Pascual

### Edad Moderna
A comienzos del siglo XV, la denominada “Tierra de Ávila” estaba compuesta por 290 concejos, entre ellos el de San Pascual, dentro del sexmo de San Juan.
Linajes de la nobleza abulense
Entre los siglos XV y XVIII se instalaron varios miembros de linajes de la nobleza abulense:
-Linaje González de los Galgos: Diego González de los Galgos, vecino de San Pascual, que en 1533 pleiteó ante la Real Chancillería de Valladolid (Sala de Hijosdalgo, caja 787,7. Año 1533)
-Linaje Serrano: Juan Sánchez de Capaprieta, casado con Isabel Negral. En su juventud fue capitán de Gil de Vivero, señor de Castronuevo, contador mayor de Castilla, asesinado en 1453, y de su esposa doña Inés de Guzmán. Acudió, al menos, a uno de los dos cercos de Cantalapiedra entre los años 1476 y 1477, en el que se enfrentaron las tropas de los partidarios de los Reyes Católicos contra los partidarios castellanos de doña Juana de Castilla «la Beltraneja».
-También del linaje Serrano se conoce a Pedro Serrano, Lope Martín y Benito Serrano. Hijos de Juan Martín Serrano e Inés Martín, todos ellos vecinos de San Pascual. Benito fue el mayordomo del poderoso obispo Fonseca, ocupándose de la recaudación de rentas.

### Edad Contemporánea
A mediados del siglo XIX, tenía contabilizada una población de 115 habitantes. Aparece descrito en el octavo volumen del Diccionario geográfico-estadístico-histórico de España y sus posesiones de Ultramar de Pascual Madoz de la siguiente manera:

SAN PASCUAL: Lugar con ayuntamiento de la provincia y diócesis de Avila (4 1/2 leg.), partido juL. de Arévalo (4), audiencia terr. de Madrid (18),ciudad g. de Castilla la Vieja (Valládolid 15) SIT. en TERRENO llano, le combaten todos los vientos. El CLIMA es sano padeciéndose sin embargo liebres intermitentes. Tiene de 40 abl CASAS de mediana construcción; casa de ayuntamiento, escuela de primeras letras común á ambos sexos, y una igl, parr. (Ntra. Sra de la Asunción), con curato de término y provisión ordinaria; tiene un anejo en Cabizuela ; el cementerio está eu parage que no ofende la salud pública; y los veciudad se surten de aguas para sus usos de las de uu pozó, haciéndolo para el délos ganados bien de pozó, ó bien de una laguna, titulada la Conceja. Confína el término N. Vdlanuevaüe Gómez; E. la Vega; S. Sto. Domingo de las Posadas y O. Montalbo comprende 2,060 fan de tierra cultivadas, y 30 incultas,un pequeño pinar perteneciente á propios, algún viñedo y diferentes prados con regulares pastos El TERRENO es dé buena calidad, CAMINOS los que dirigen álos pueblos limítrofes, y la carretera que conduce de Madrid á Salamanca.
PROD.  trigo , cebada , centeno, vino, algarrobas, garbanzos y algunas legumbres; mantiene ganado lanar, y vacuno; y cria caza de fiebres perdices y algun lobo. IND.  la agrícola.
El COMERCIO está reducido ala esportacion de los frutos para los mercados de Arévalo y Avila, é importación de los artículos de que se carece, POBL.  30 veciudad, lio almas CAP. PROD.  L.113,300 reales IMP. 56,612, IND. V FAB., 1,000. CONTR. 7,264 con 27 mr
(Madoz, 1847, pp. 452-453)

## Demografía

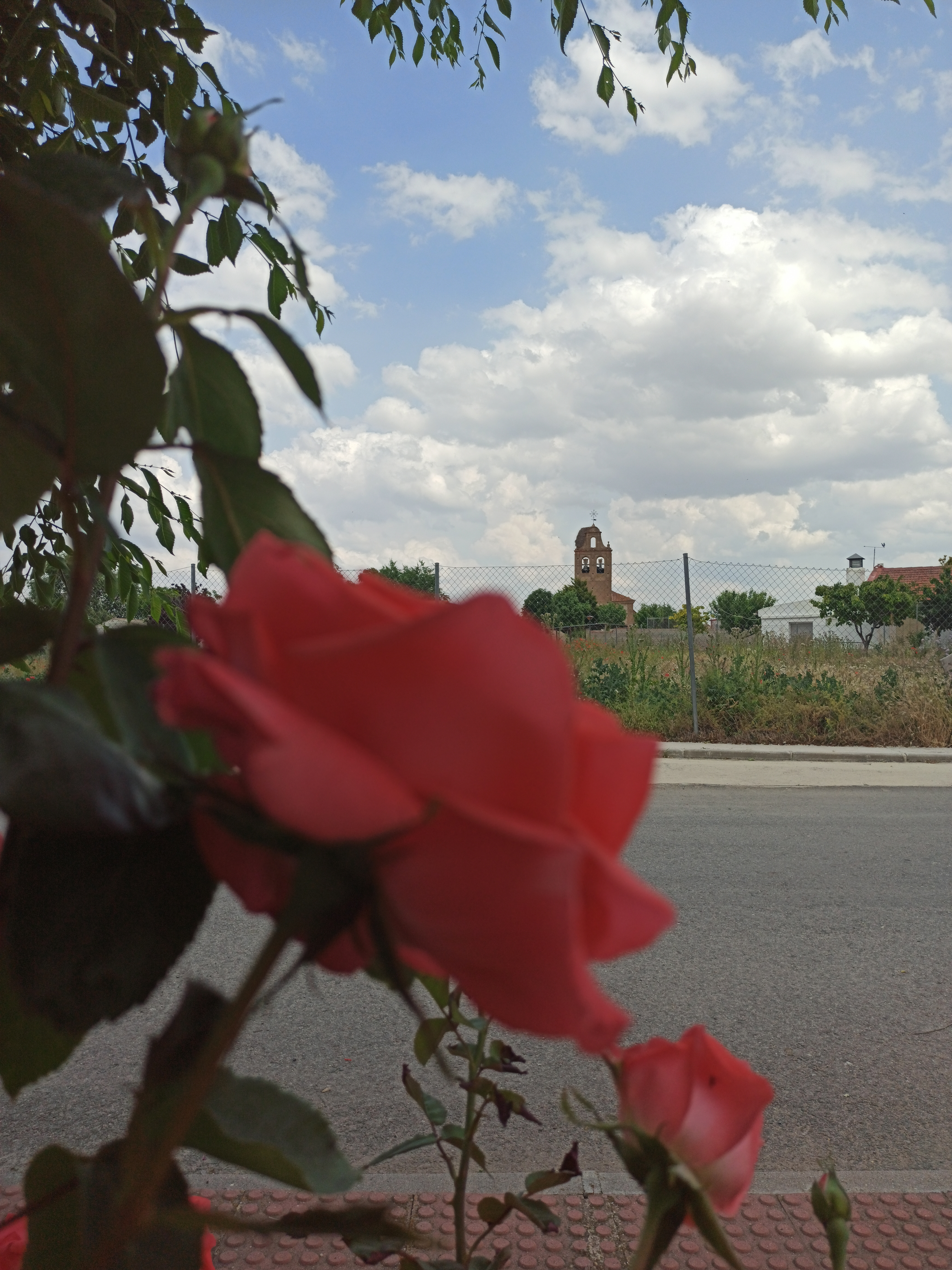
Vista del casco urbano

San Pascual cuenta con una población de 45 habitantes (INE 2024). El municipio de San Pascual está formado por un único núcleo de población, sin contar con pedanías ni poblamiento disperso propio de otras regiones del país. Históricamente contó con un anejo, llamado San Bartolomé de Mañas, que en el año 1250 aparece como Mannez y consignaba rentas al cardenal Gil de Torres junto con San Pascual (que figura como Sant Pasqual).
| Gráfica de evolución demográfica de San Pascual entre 1842 y 2021                                                     |
| |
| Población de derecho según los censos de población del INE. Población de hecho según los censos de población del INE. |

### Distribución de la población según su nacionalidad
| Nacionalidad | Hombres | Mujeres | Total | %      | Proporción |
| ------------ | ------- | ------- | ----- | ------ | ---------- |
| Española     | 23      | 15      | 38    | 88.4 % |            |
| Extranjera   | 3       | 2       | 5     | 11.6 % |            |

### Pirámide de población
Los datos de la pirámide de población de 2022 se pueden resumir así:
- La población menor de 20 años es el 18,6 % del total.
- La comprendida entre 20-40 años es el 25,58 %.
- La comprendida entre 40-60 años es el 25,58 %.
- La mayor de 60 años es el 30,23 %.

## Administración y política

### Administración municipal

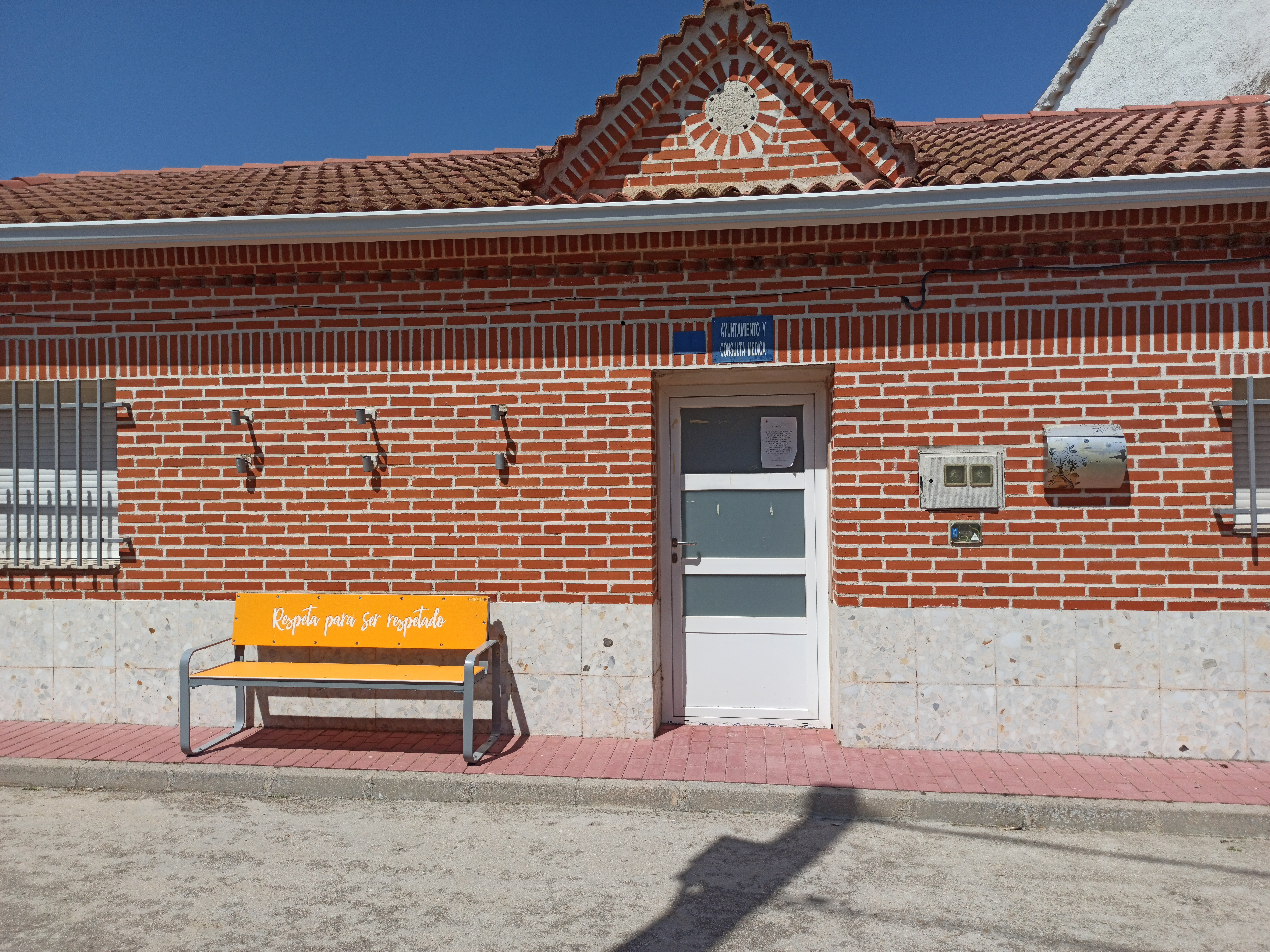
Casa consistorial

La administración local del municipio se realiza a través de un ayuntamiento de gestión democrática, cuyos componentes se eligen cada cuatro años por sufragio universal. El censo electoral está compuesto por todos los residentes empadronados en San Pascual, mayores de 18 años y con nacionalidad de cualquiera de los países miembros de la Unión Europea. Según lo dispuesto en la Ley del Régimen Electoral General, que establece el número de concejales elegibles en función de la población del municipio, la corporación municipal está formada por 3 ediles, los cuales se han distribuido de la siguiente forma en los últimos años:
| Partido político | 2023  | 2023  | 2023       | 2019  | 2019  | 2019       | 2015  | 2015  | 2015       | 2011  | 2011  | 2011       | 2007  | 2007  | 2007       |
| Partido político | Votos | %     | Concejales | Votos | %     | Concejales | Votos | %     | Concejales | Votos | %     | Concejales | Votos | %     | Concejales |
| PSOE             | 20    | 55,56 | 2          | 18    | 56,25 | 2          | 15    | 45,45 | 2          | 8     | 25,00 | 0          | 14    | 42,42 | 0          |
| PP               | 15    | 41,67 | 1          | 14    | 43,75 | 1          | 17    | 51,52 | 1          | 22    | 68,75 | 3          | 19    | 57,58 | 1          |

### Administración judicial

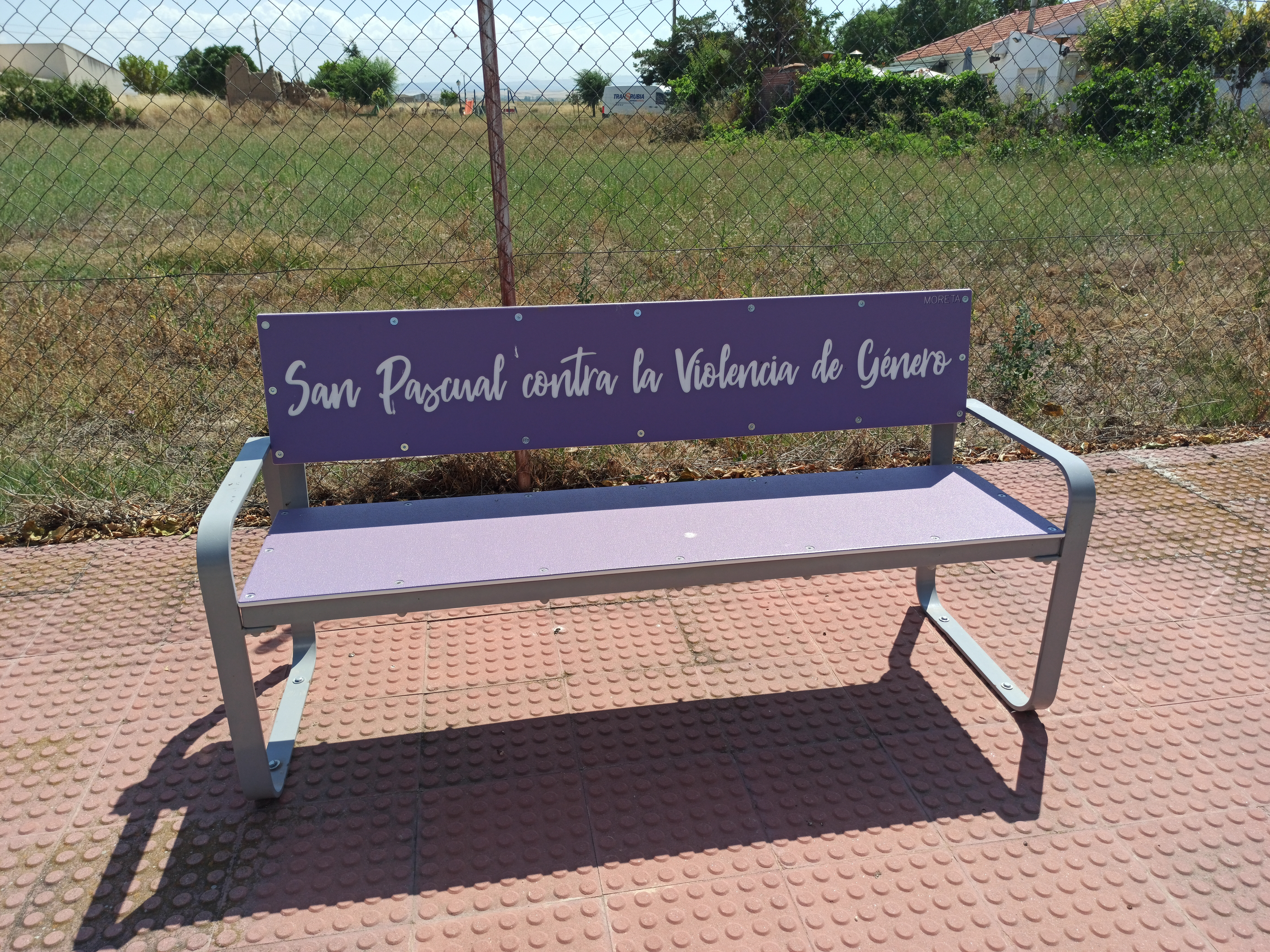
Banco contra la Violencia de Género

San Pascual pertenece al partido judicial número 1 de la provincia de Ávila, con sede en Arévalo, que cuenta con un juzgado de primera instancia e instrucción.

### Administración eclesiástica
En materia religiosa, el municipio se encuentra dentro de la diócesis de Ávila.

## Transporte y comunicaciones

### Parque de vehículos a motor

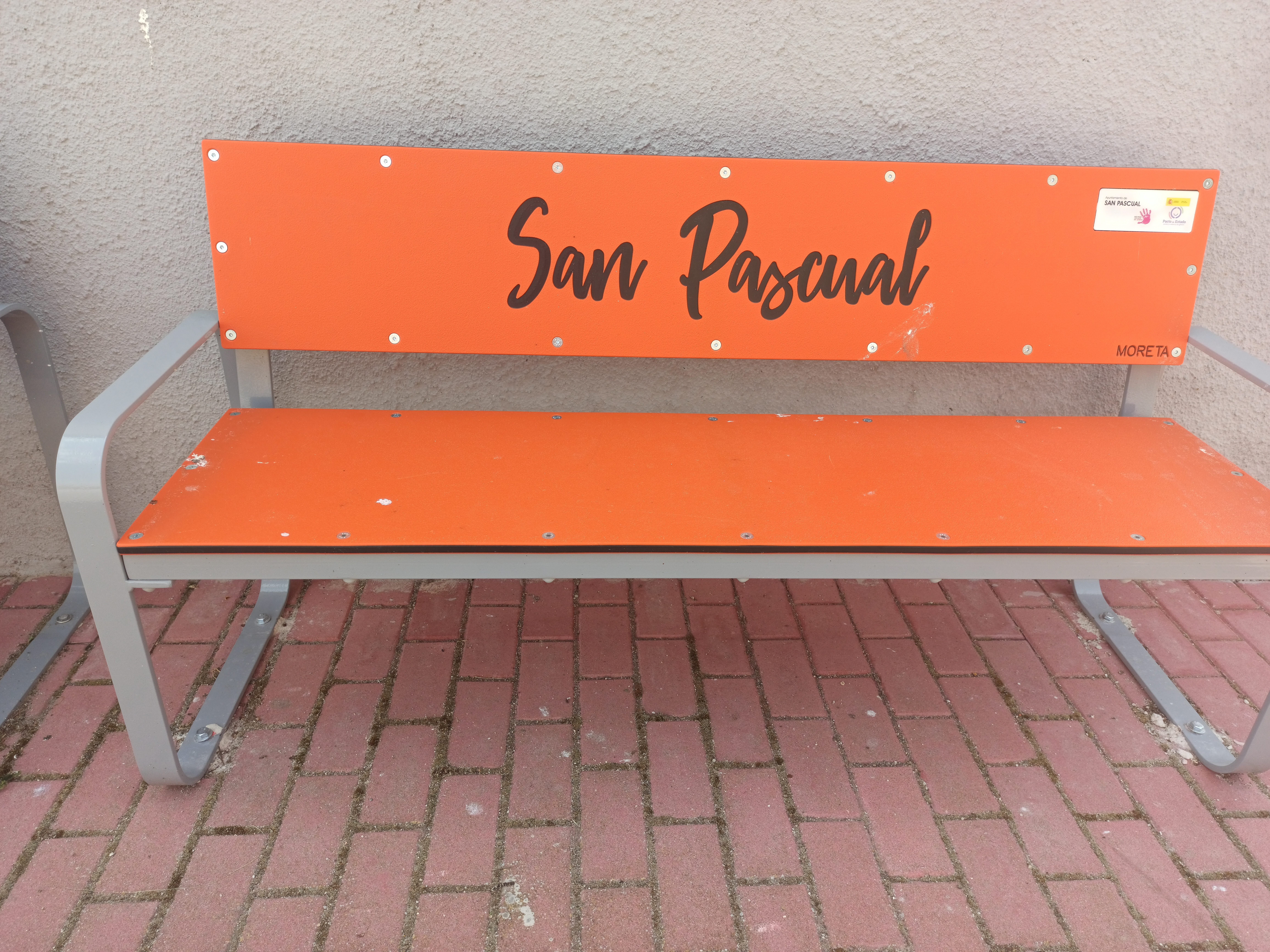
banco frente a la iglesia

En 2024, el municipio contaba con un total de 57 vehículos a motor, que representa un índice de 1.295,45 automóviles por cada 1000 habitantes. Los puntos de Inspección Técnica de Vehículos más cercanos se encuentran en Arévalo y en Ávila.
| Tipo de vehículo | Cantidad |
| Automóviles      | 39       |
| Camiones         | 1        |
| Furgonetas       | 5        |
| Motocicletas     | 5        |
| Ciclomotores     | 6        |
| Autobuses        | 0        |
| Otros vehículos  | 1        |
| Total            | 57       |

### Red viaria
El pueblo de San Pascual no está integrado en la red principal de carreteras, pero está conectado con otras localidades de su en torno a través de la red secundaria regional, a los que se accede por las carreteras provinciales AV-P-120. Debido a la fisionomía de su término municipal, la carretera AV-804 discurre 900 metros dentro del municipio, en los parajes de Hoya Loca y El Gallo.
| Identificador | Denominación         | Itinerario                                       |
| ------------- | -------------------- | ------------------------------------------------ |
| AV-P-120      | Carretera provincial | Discurre entre Villanueva de Gómez y Fontiveros. |

### Otros medios

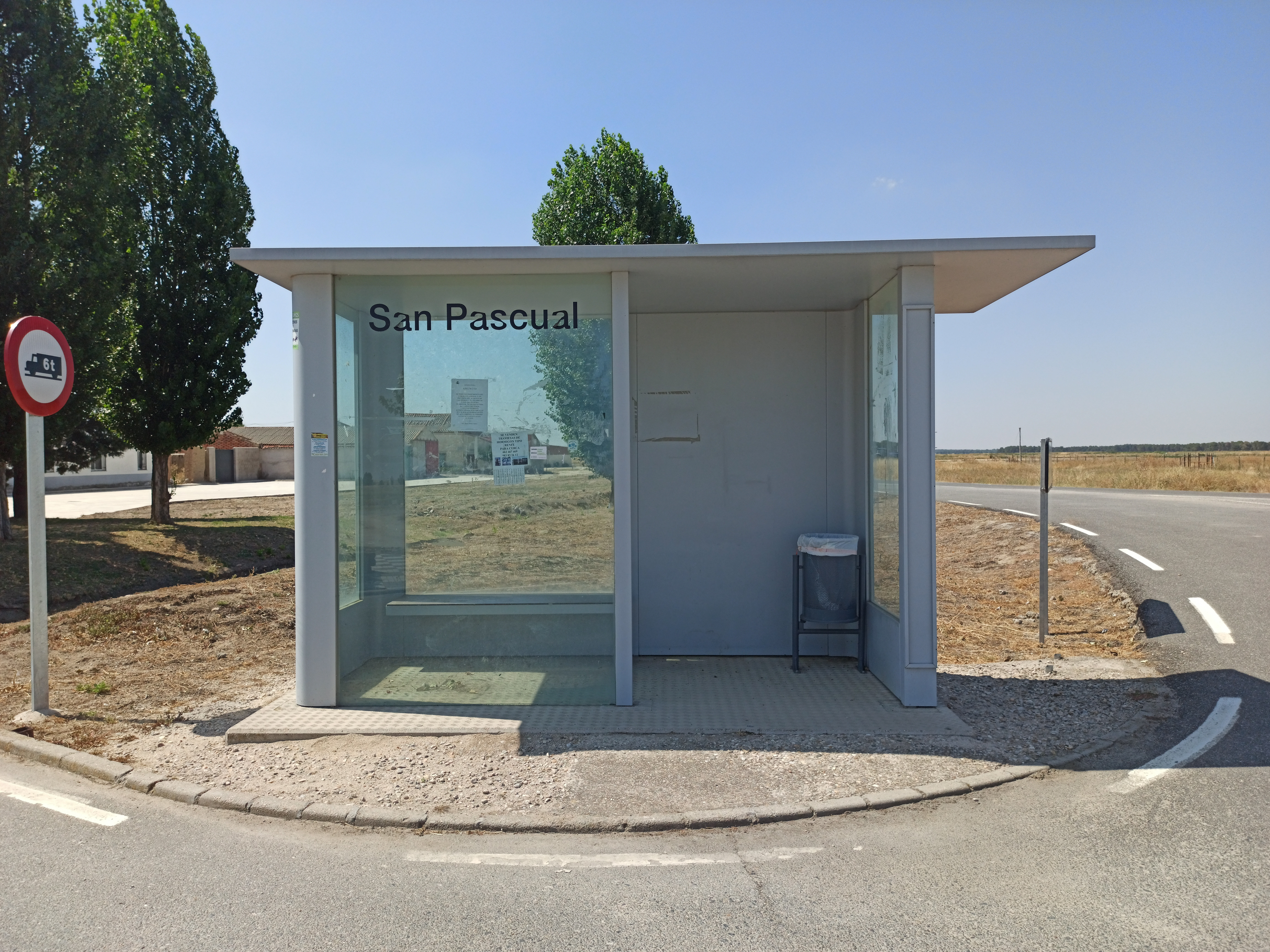
Parada de autobús de San Pascual

Para el transporte por ferrocarril las estaciones más cercanas son las de Arévalo  y Ávila, a 24km y 36 km respectivamente, que ofrecen servicios de Media Distancia a Madrid, Valladolid, Palencia, Medina del Campo y Salamanca. Para el transporte por autobús cuenta con servicios locales hasta Ávila y Arévalo, siendo la empresa Compañía Europea de Viajeros España, S.A. (Cevesa) la concesionaria de ambas rutas. Por su parte, para el transporte aéreo, el aeropuerto internacional más cercano es el de Madrid, situado a 135 km.

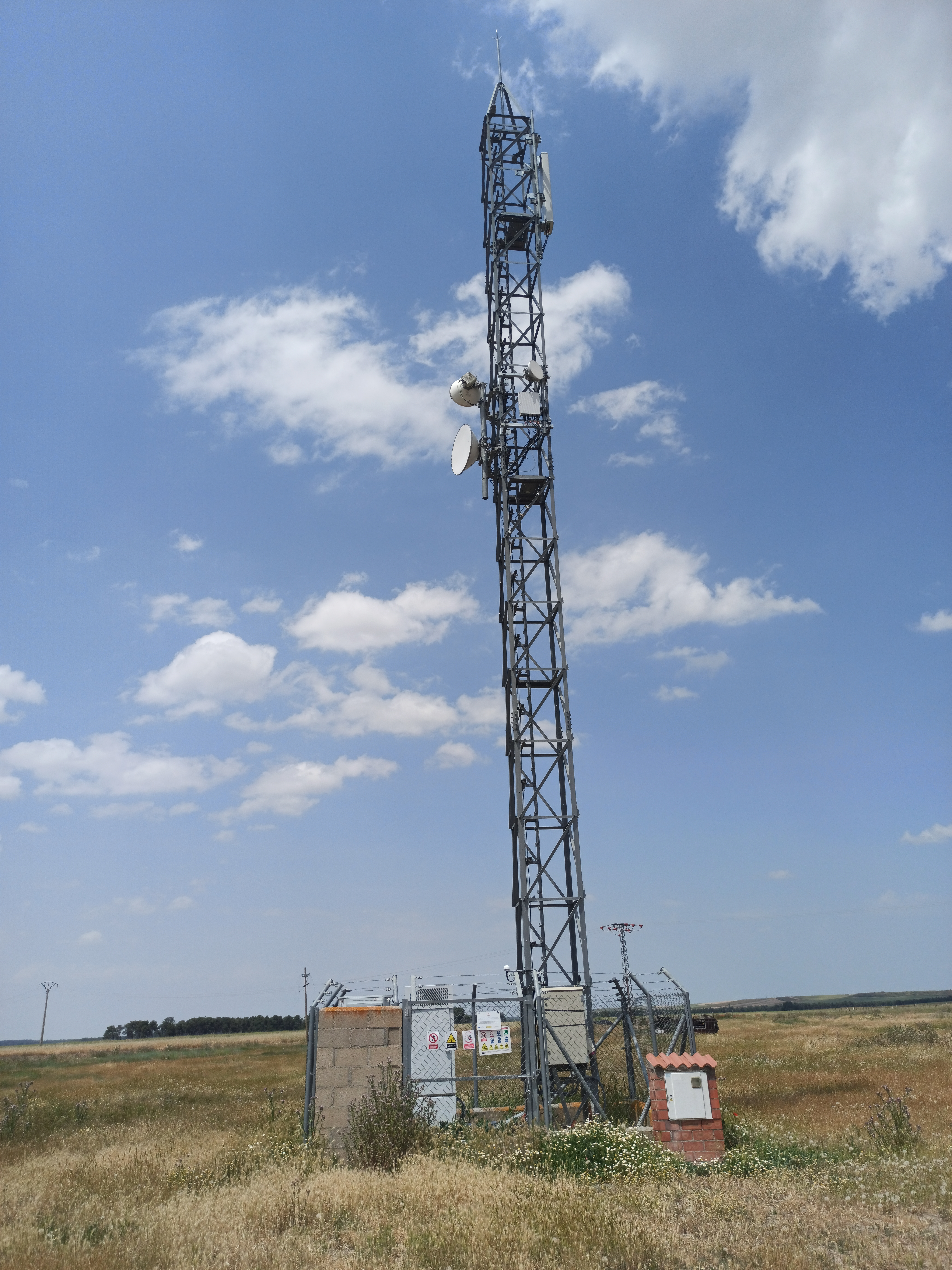
Repetidor de telefonía móvil en San Pascual

## Economía

### Agricultura
La mayoría de los habitantes de San Pascual que trabajan en el municipio se dedican al sector primario, existiendo 26 explotaciones agrícolas con una superficie cultivada de 1106,44 hectáreas.

### Ganadería
Existen un total de 3 explotaciones de ovino que suman 1620 cabezas. La vía pecuaria denominada “Calzada Honda de San Pascual” atraviesa el municipio.

### Silvicultura
Desde hace décadas es relevante la explotación forestal de los pinares Pinus pinaster y Pinus pinea de los que se extraen grandes cantidades de resina. 

### Caza
También existe un coto privado de caza en el término municipal.

### Comercio y servicios

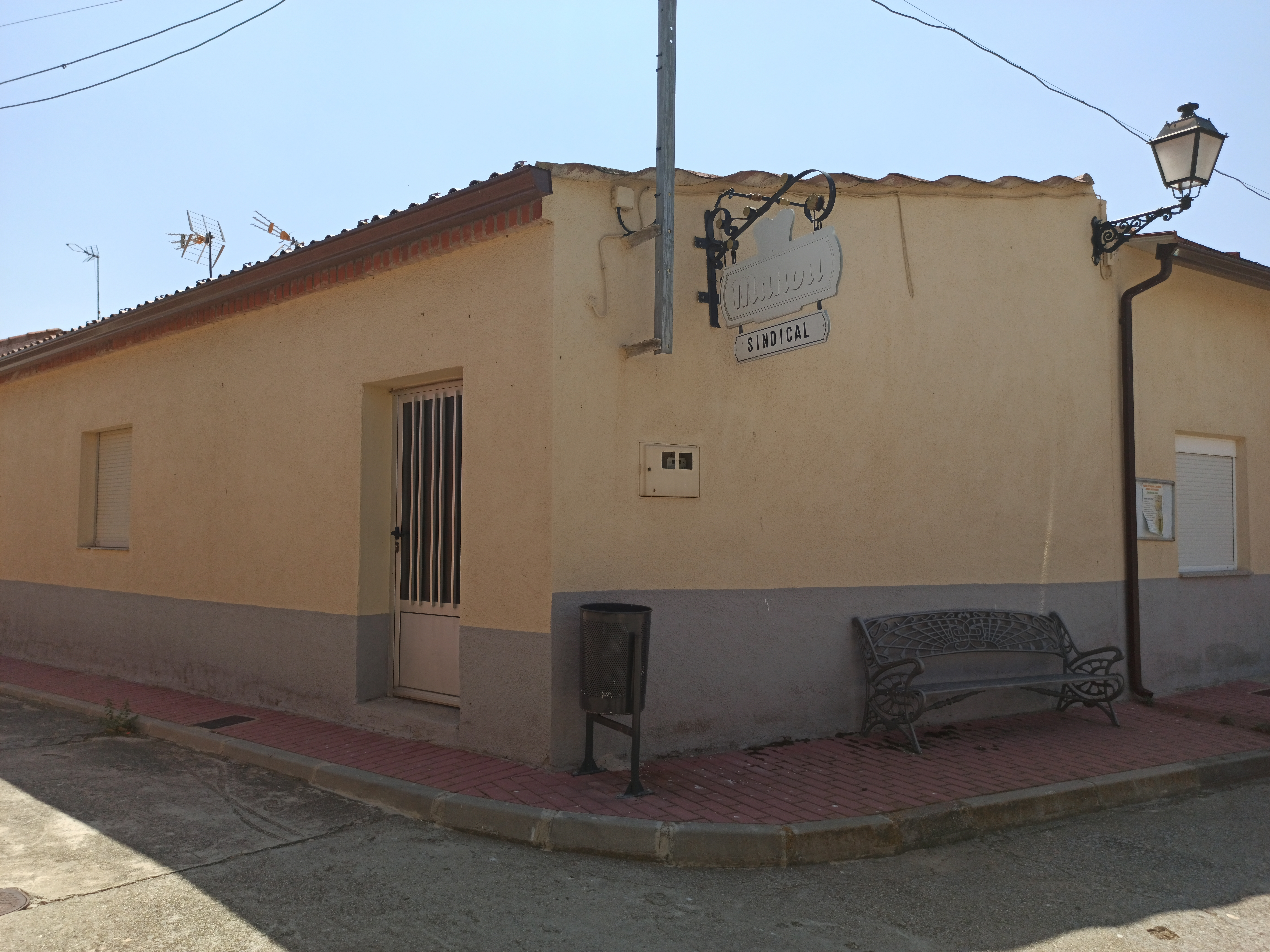
Antiguo bar "Sindical"

El comercio se limita a establecimientos de venta ambulante de pan, carne, fruta y pescado. El único bar, denominado "Sindical", se encuentra ubicado frente a la iglesia y es de titularidad municipal; no obstante lleva años cerrado por su falta de rentablidad.

## Equipamientos y servicios

### Educación

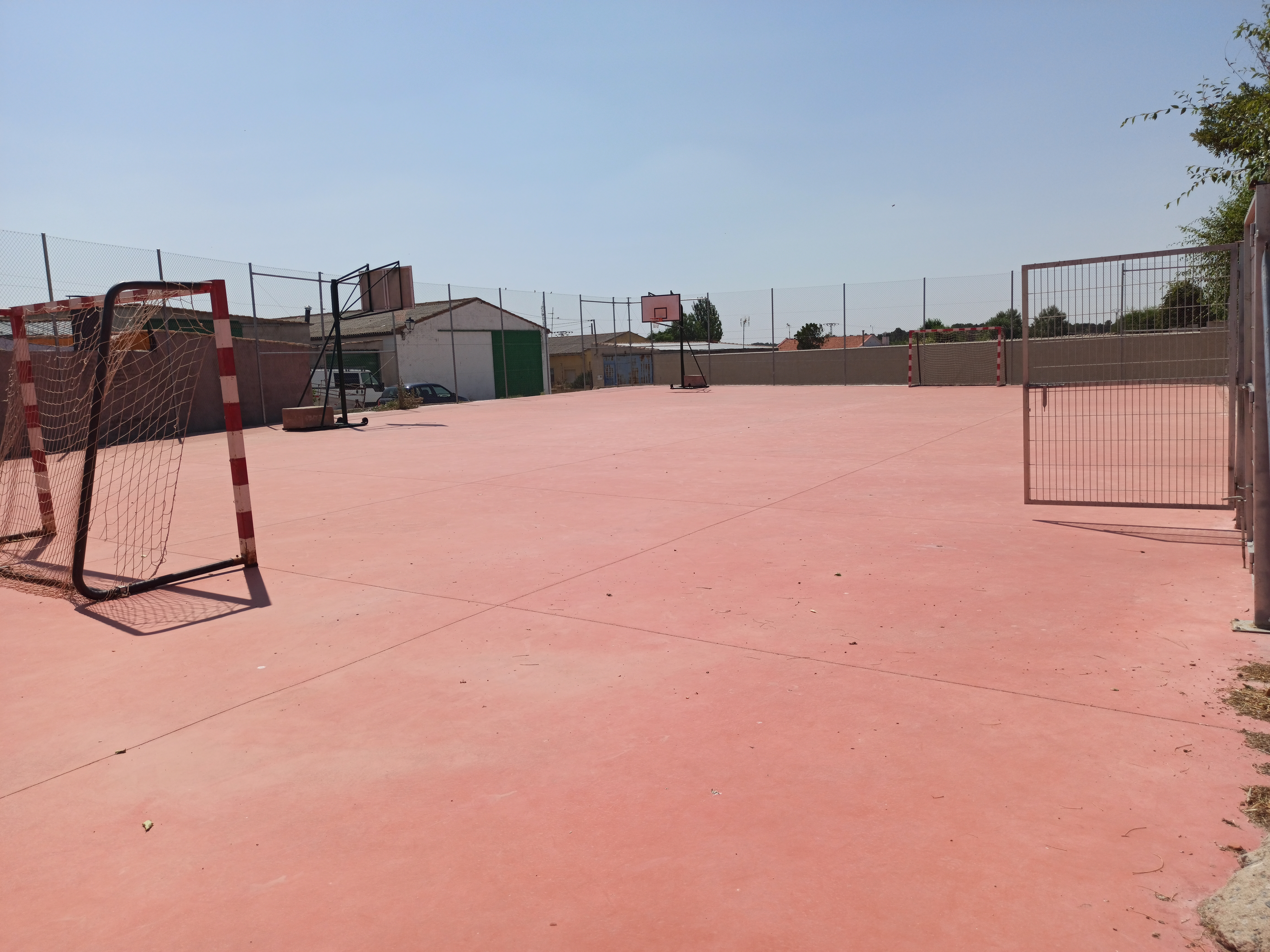
Instalaciones polideportivas

El municipio no cuenta con centros educativos por lo que, a nivel de educación infantil y primaria, sus alumnos acuden al CRA «Las Cogotas» de Villanueva de Gómez. En cuanto a educación secundaria, sus estudiantes han de acudir al IES «Eulogio Florentino Sanz» de Arévalo. Ambos centros están gestionados por la Consejería de Educación de la Junta de Castilla y León a través de la Dirección Provincial de Educación de Ávila.

### Sanidad y servicios sociales
El sistema sanitario del municipio se presta a través del sistema público de salud, gestionado por Sacyl (Sanidad Castilla y León), mediante un consultorio médico que ofrece varios servicios a la semana, dependiente del centro de salud de Ávila Rural. Este cuenta con un servicio de guardia y en él se centraliza la zona básica de salud «Ávila Rural». La farmacia más cercana se encuentra en la localidad de Hernansancho, y en relación con centros hospitalarios, sus habitantes han de acudir al Hospital de Ávila. En cuanto a servicios sociales, San Pascual pertenece al Centro de Acción Social (CEAS) de Arévalo, con sede en la capital morañega.

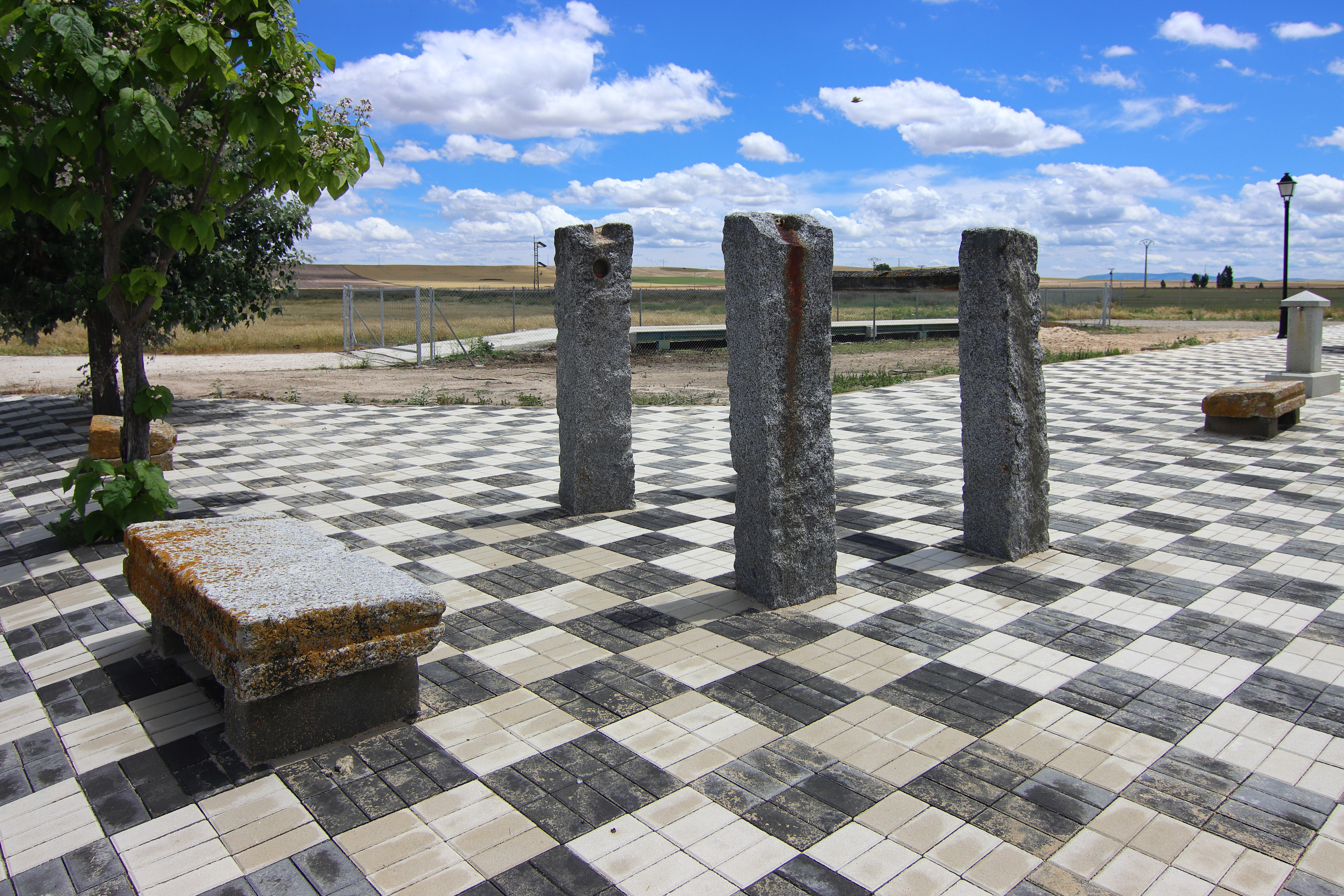
Antiguo potro de herrar

## Cultura

### Patrimonio
Iglesia

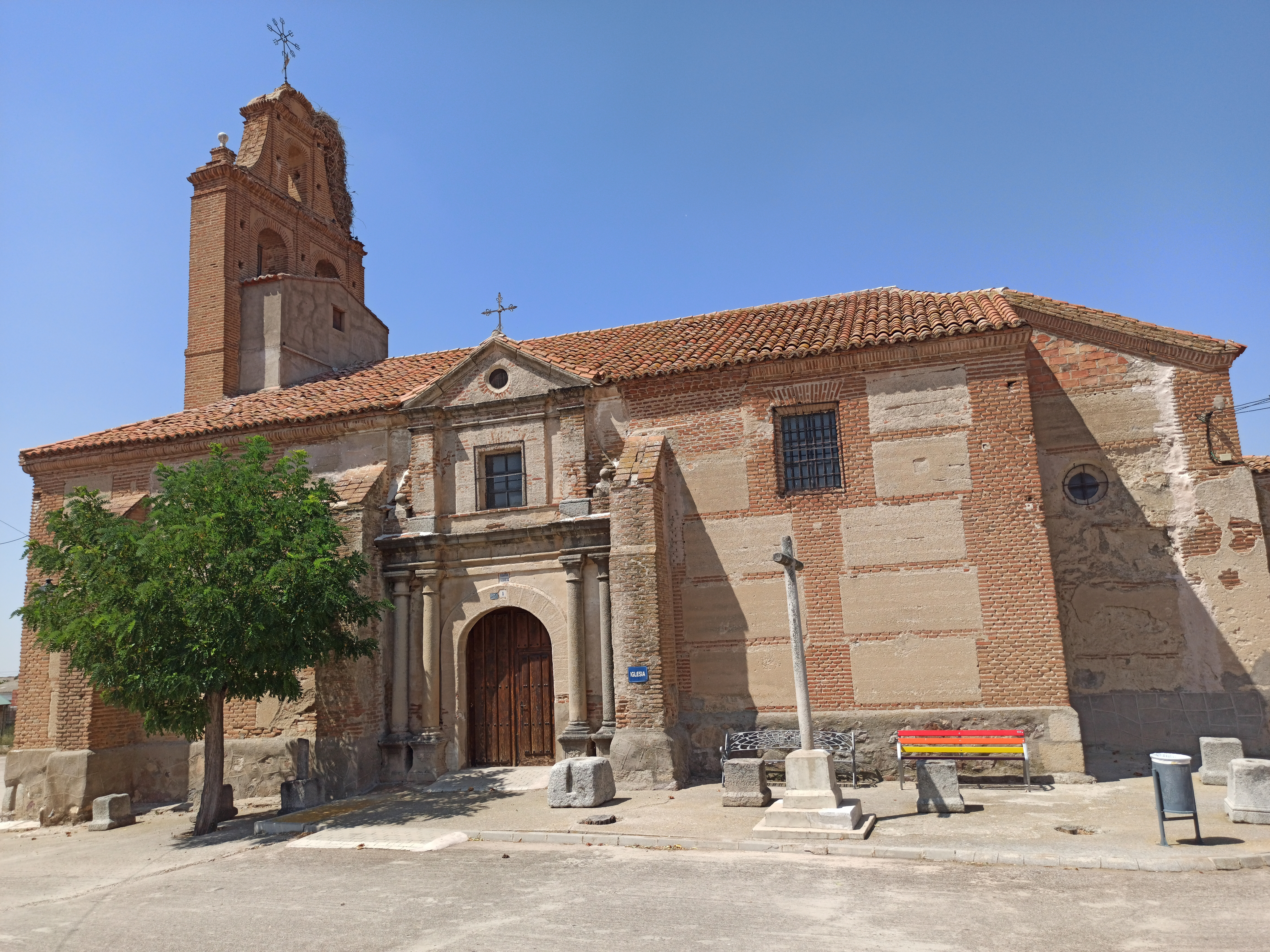
Iglesia parroquial de Nuestra Señora de la Asunción

La iglesia parroquial del municipio es del siglo XVIII, estando amparada bajo la advocación de Nuestra Señora de la Asunción. La fábrica del templo se encuentra coronada con una magnífica espadaña de ladrillo a sus pies con tres vanos para campanas. El acceso al templo se realiza por su puerta lateral sur, de estilo neoclásico cuenta con arco de sillares y pares de columnas a ambos lados, rematada por un ático donde se abre una gran ventana rectangular
El interior de la parroquia cuenta con tres naves con bóvedas de arista y una tribuna donde se halla un órgano de fuelle. En 1997 se derrumbó parcialmente uno de los muros que cierran la cabecera, arrastrando a uno de los retablos ubicado en uno de los laterales.
Conserva ocho lienzos marianos atribuidos a Manuel Peti. Uno de ellos representa a la Virgen cosiendo con un unicornio a sus pies, formó parte del segundo capítulo “La intrepidez de la palabra” de la exposición Las Edades del Hombre que tuvo lugar en Ávila en 2004. La presencia del unicornio era una forma de representar la Encarnación de la Virgen en épocas medievales. 
Fuentes

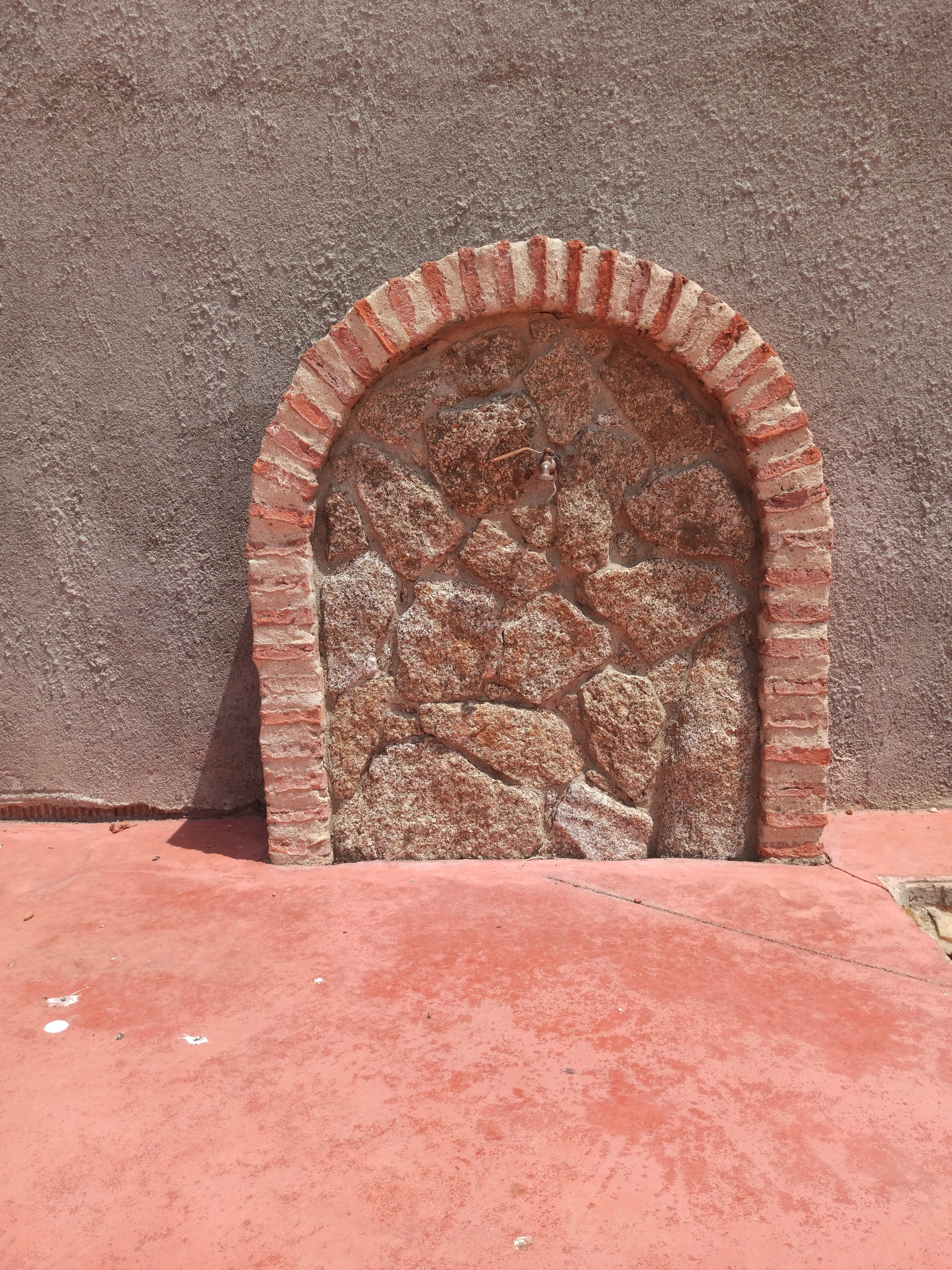
Fuente junto a la pista polideportiva

La arquitectura tradicional de la zona ha sido reemplazada por construcciones adaptadas a las necesidades actuales. De épocas pretéritas sobreviven varias fuentes en el casco urbano: la primera de ellas se ubica dentro de las pista polideportiva, frente a la iglesia y está construida enteramente en piedra de mampostería  y ladrillos a sardinel formando un arco de medio punto; la segunda está localizada en la tapia del cementerio municipal y combina piedra de mampostería con dos pequeñas tinajas a modo decorativo, que en su parte inferior presenta dos jardineras laterales en las que se suelen plantar vegetación tradicional de la zona.
Yacimientos arqueológicos

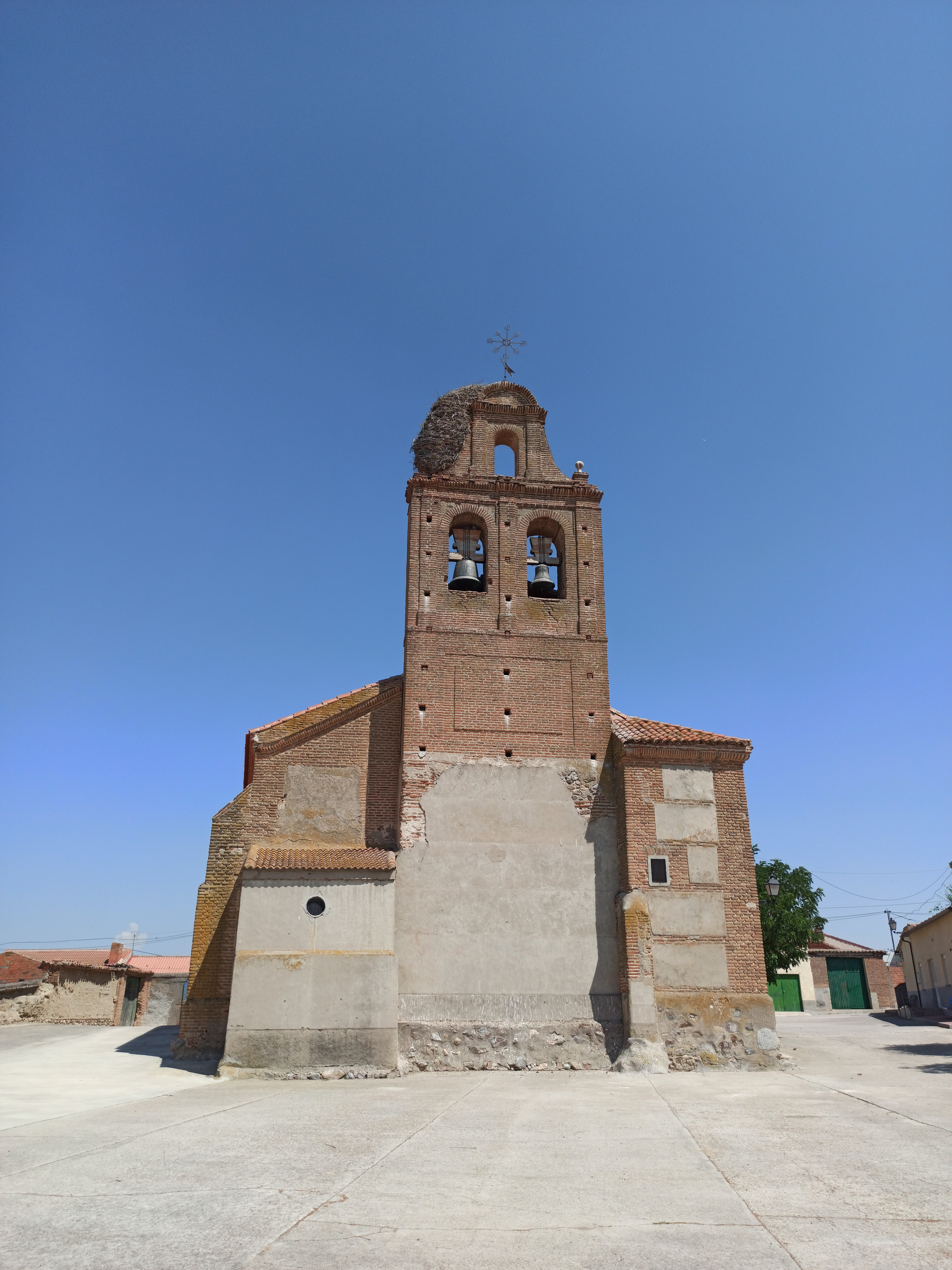
Espadaña de la iglesia

Cuenta en su término municipal con cinco yacimientos arqueológicos:
- Los Livianos, de época calcolítica. Se encuentra al sur del núcleo urbano, está dividido en tres núcleos, dos de los cuales están en San Pascual y el tercero en El Oso. A simple vista se aprecia una concentración de restos cerámicos y de manera dispersa se hallan restos se molinos de granito, roca que no se encuentra en esta zona, lo que podría ser el origen del poblamiento del municipio.[47]

- Los Prados, de época visigoda y altomedieval. Se ubica al suroeste del casco urbano de San Pascual, en el camino del Senderillo, próximo a la carretera de Cabizuela. Hay abundancia de tejas y piedras de pequeño tamaño, así como fragmentos de cerámica. Se deduce la posible existencia de un poblado.[48]

- Los Bohodoncillos I, de época altomedieval y bajomedieval cristiano. Se halla al noroeste del pueblo de San Pascual, cerca de la linde con el término municipal de Cabizuela y la carretera AV-P-120, encontrándose restos a ambos lados de la vía, aunque el núcleo principal se sitúa en el margen izquierdo. Principalmente se han desenterrado fragmentos de teja, así como cerámica y piedras. En principio, se trataría un yacimiento de escasa importancia teniendo en cuenta la cantidad y calidad de los materiales además de su reducido tamaño.[49]

- Cruz de la Misa, de la Edad del Bronce, tanto el periodo medio como el periodo final. Situado al noroeste del núcleo urbano, cercano al término municipal de Cabizuela y la carretera AV-P-120, así como al yacimiento de Los Bohodoncillos I. Al estar ubicado junto a un pinar es complicado evaluar su superficie y detallar de forma más precisa. En el yacimiento hay manchas negruzcas que no están mezcladas con las tierras de labor con restos poco abundantes. No se han hallado materiales arquitectónicos. Podría estar vinculado a otros yacimientos arqueológicos cercanos en Cabizuela y también al de Los Livianos en San Pascual.[50]

- La Coronilla, de época altomedieval. Se encuentra al norte del pueblo, próximo al arroyo de la Berlana. Actualmente son parcelas cerealísticas, con tierras de color muy oscuro, casi negro. Pese a que hay materiales de forma uniforme, hay zonas con abundancia de piedras, algunas relativamente grandes así como múltiples fragmentos de tejas. Así mismo se han hallado restos de un molino de la época y material cerámico distribuido homogéneamente en una superficie relativamente amplia.[51]

### Festividades

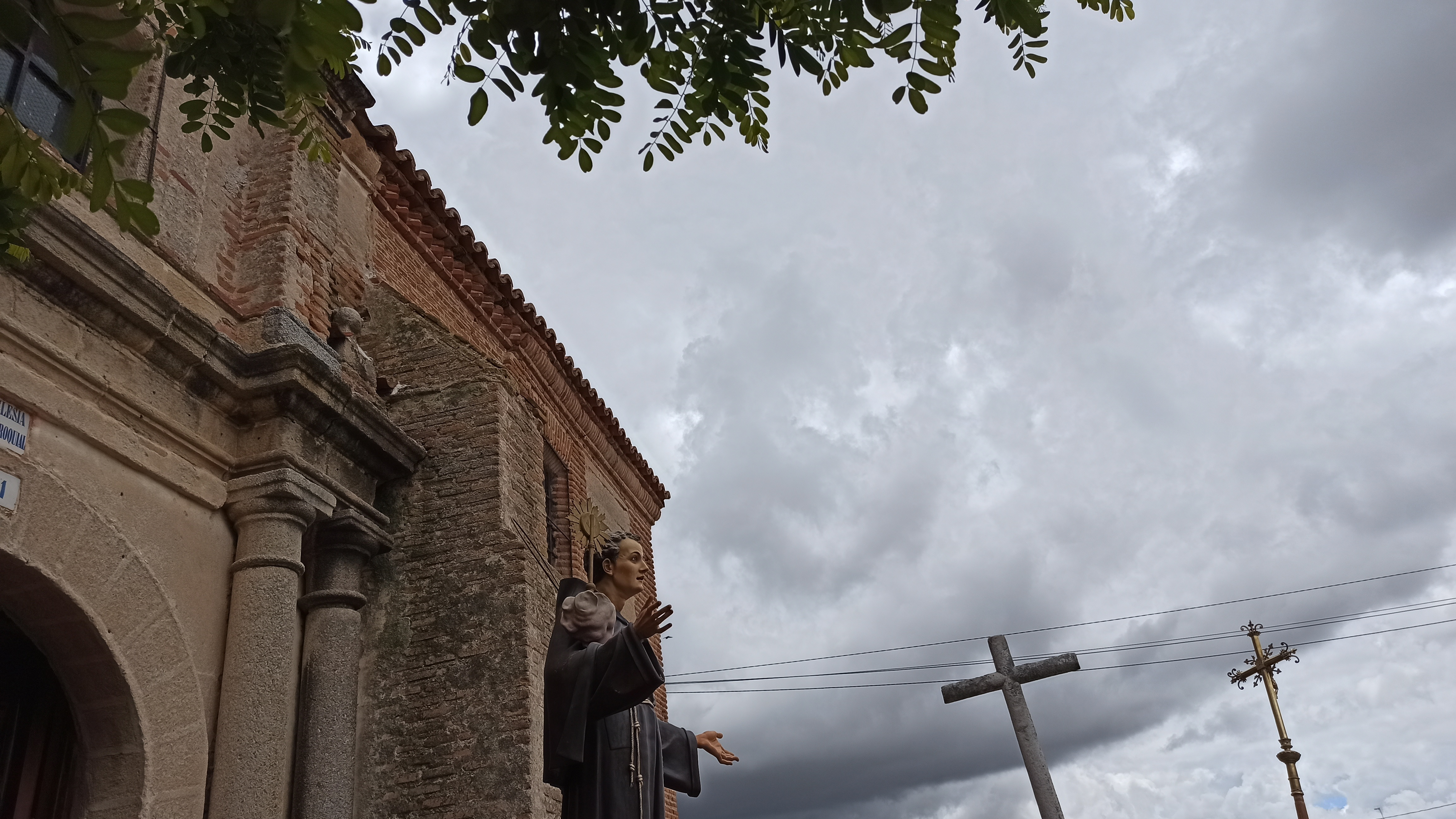
Procesión de San Pascual

Las principales celebraciones del municipio tienen lugar los días 17 de mayo y de 2 julio, aunque los actos plenamente festivos pueden variar en función del año.

### San Pascual
Se celebra el 17 de mayo en honor al santo Pascual Baylón que da nombre al pueblo. Los vecinos mantienen una gran devoción y acuden desde varios puntos de España a su localidad natal.
Esta fiesta ha perdurado en el tiempo prácticamente inalterada, de ella sobresale la tradicional procesión que recorre las calles del pueblo, la subida de  los más pequeños a las andas del Santo, para que este les bendiga y la subasta de banzos.

### Nuestra Señora del Rosario
Tiene lugar el 2 de julio. Se trata de la fiesta mayor del municipio, dado que al celebrarse coincidiendo con las vacaciones estivales, congrega a numeroso público.
Esta fiesta se caracteriza por la celebración de la procesión por las calles de pueblo, la organización de actividades en las que participan todos los vecinos, así como, una charanga que ameniza la jornada.

### Camino de Santiago
La ruta jacobea no atraviesa el casco urbano; sin embargo sí transcurre por parte del término municipal el  Camino del Levante, concretamente una parte del trazado entre las localidades de Villanueva de Gómez y El Bohodón atraviesa el término municipal de San Pascual, por el paraje de Hoya Loca.

### Patrimonio oral
San Pascual forma parte de la comarca de La Moraña, que cuenta con una amplia tradición oral de canciones, cuentos, chistes, leyendas, paremias, trabalenguas y adivinanzas. La recopilación de este acervo popular es fundamental para su preservación. 